# BMW U06
BMW U06 (eller BMW 2 serie Active Tourer) är en MPV som den tyska biltillverkaren BMW presenterade i oktober 2021.
U06-modellen delar UKL2-plattformen med bland andra BMW 1-serien och Mini Countryman.  

## Motor
| Modell      | Årsmodell | Motor                    | Cylindervolym | Effekt | Bränslesystem                      |
| ----------- | --------- | ------------------------ | ------------- | ------ | ---------------------------------- |
| 218d        | 2022-     | B47: 4-cyl radmotor DOHC | 1995 cm³      | 150 hk | Common rail turbodiesel            |
| 223d xDrive | 2023-     | B47: 4-cyl radmotor DOHC | 1995 cm³      | 211 hk | Common rail turbodiesel            |
| 216i        | 2023-     | B38: 3-cyl radmotor DOHC | 1499 cm³      | 122 hk | Direktinsprutning, turbo           |
| 218i        | 2022-     | B38: 3-cyl radmotor DOHC | 1499 cm³      | 136 hk | Direktinsprutning, turbo           |
| 220i        | 2022-     | B38: 3-cyl radmotor DOHC | 1499 cm³      | 175 hk | Direktinsprutning, turbo           |
| 223i        | 2022-     | B48: 4-cyl radmotor DOHC | 1998 cm³      | 223 hk | Direktinsprutning, turbo           |
| 225e xDrive | 2022-     | B38: 3-cyl radmotor DOHC | 1499 cm³      | 245 hk | Direktinsprutning, turbo + elmotor |
| 230e xDrive | 2022-     | B38: 3-cyl radmotor DOHC | 1499 cm³      | 326 hk | Direktinsprutning, turbo + elmotor |